# Wget
Wget ist ein freies Kommandozeilenprogramm des GNU-Projekts zum Herunterladen von Dateien aus dem Internet. Zu den unterstützten Protokollen gehören ftp, http und https. Das Programm gibt es unter anderem für Unix, GNU/Linux, OS/2, Windows und SkyOS. Es steht unter der GNU General Public License. Wget wird mit diversen Linux-Distributionen mitgeliefert. Ein Programm ähnlicher Funktion ist cURL, das zudem das Hochladen unterstützt.
Außer einzelnen Dateien kann Wget auf einfache Art zugleich die mit Webseiten assoziierten Ressourcen wie etwa Bilder herunterladen. Es kann auch komplette Websites kopieren, etwa zum Offline-Lesen oder zur Archivierung. Wget kann durch mehr als einhundert Kommandozeilenparameter detailliert konfiguriert werden.

## Geschichte
Wget wurde ursprünglich 1995 von Hrvoje Nikšić entwickelt und erstmals im Januar 1996 (zuerst unter dem Namen Geturl) veröffentlicht. Von Januar 2008 bis April 2010 wurde Wget von Micah Cowan betreut und seit April 2010 ist der Hauptentwickler Giuseppe Scrivano.

## Wget2
Wget2, der Nachfolger von Wget, der momentan entwickelt wird, hat einige Verbesserungen,
insbesondere in Leistung und Geschwindigkeit. Wget2 ist, aufgrund der Unterstützung der folgenden Protokolle und Technologien, viel schneller als Wget1.x:
- HTTP/2,
- HTTP-Komprimierung,
- Parallelverbindungen,
- Verwendung des If-Modified-Since-HTTP-Headers,
- TCP Fast Open.